# Exmilitary
Exmilitary, noto anche come Ex Military, è il mixtape di esordio del gruppo experimental hip hop Death Grips. È stato rilasciato gratuitamente il 25 aprile 2011, sul sito web della band thirdworlds.net.

## Background
Il mixtape è stato rilasciato simultaneamente, oltre che su thirdworlds.net, anche su iTunes. La traccia "Guillotine" è stata pubblicata su iTunes il 3 agosto del 2011. "Guillotine" è diventata una delle canzoni più famose del gruppo e il video ufficiale della canzone ha raggiunto più di 6 milioni di visualizzazioni su YouTube in data 29 ottobre 2017. Le altre canzoni rilasciate insieme ad un video musicale sono "Known for it", "Culture Shock", "Lord of the Game", "Spread Eagle Cross the Block", "Takyon (Death Yon)", and "Beware."
La copertina dell'album sembra, inoltre, essere un mistero, anche per gli stessi membri del gruppo. Secondo Andy Morin, "Un membro del gruppo ha portato quella foto nel suo portafoglio per circa 10 anni. È un talismano."
L'album è stato pubblicato successivamente in esclusiva sul sito della band in vinile, CD e in cassetta. È stato inoltre rimosso da iTunes e da Spotify.

## Critica
L'album ha ricevuto ottimi responsi dalla critica e attualmente ha un voto di 82 su Metacritic. In una recensione molto positiva, John Calvert di Drowned in Sound si è concentrato sulla mentalità del carattere su cui ruota l'album e su come rifletta sulla natura interiore dell'uomo, citando la liricità e la produzione come punti focali sul quale si basano lo stile e il sound dell'album. Nate Patrin di Pitchfork ha dato a Exmilitary un 7.5, descrivendo l'album come "un pestaggio di ostilità" che evita di essere "un arrogante disastro".

## Black Google
L'8 settembre 2011, il gruppo ha rilasciato un video teaser per un progetto intitolato Black Google. Black Google è stato successivamente rilasciato gratuitamente sul sito della band, rivelandosi un insieme di tutte le strumentali, suoni e versioni a cappella così da dare l'opportunità ai fan di remixarle e registrare su di esse. La cover di Black Google è una versione estremamente scurita della cover di Exmilitary con la parola "Exmilitary" rimpiazzata con "Black Google".

## Tracce
Testi e musiche di Death Grips.
1. Beware – 5:53
2. Guillotine – 3:43
3. Spread Eagle Cross the Block – 3:52
4. Lord of the Game (featuring Mexican Girl) – 3:30
5. Takyon – 2:48
6. Cut Throat (Instrumental) – 1:12
7. Klink – 3:22
8. Culture Shock – 4:21
9. 5D – 0:43
10. Thru the Walls – 3:56
11. Known for It – 4:13
12. I Want It I Need It – 6:11
13. Blood Creepin – 4:50

Durata totale: 48:34

## Formazione
Death Grips
- MC Ride – voce
- Zach Hill – batteria, percussioni, produzione
- Andy Morin – tastiere, programmazione, produzione

Other personnel
- Liz Liles [senza fonte] (nei crediti come Mexican Girl) – seconda voce (Track 4)